# Рейман, Эльмар Карлович
Эльмар Карлович Рейман (эст. Elmar Reiman; 2 января 1893, Дерпт, Лифляндская губерния — 21 апреля 1963, Стокгольм) — российский и эстонский легкоатлет, выступавший в беге на средние дистанции и марафонском беге. Участник летних Олимпийских игр 1912 и 1924 годов.

## Биография
Эльмар Рейман родился 2 января 1893 года в российском городе Дерпт Лифляндской губернии (сейчас Тарту в Эстонии).
В 1909 году начал заниматься лёгкой атлетикой, с 1910 года — бегом на длинные дистанции.
В 1912 году вошёл в состав сборной России на летних Олимпийских играх в Стокгольме. Выступал в марафонском беге, сошёл с дистанции.
Участвовал в Первой мировой войне. Сражался в звании ефрейтора в составе 190-го пехотного Очаковского полка. Был награждён тремя георгиевскими крестами и четырьмя медалями, пять раз был ранен. 
Участвовал в Эстонской освободительной войне добровольцем в составе кавалерии.
В начале 1920-х годов возобновил выступления. Представлял на соревнованиях тартуский «Калев», в 1921—1925 годах входил в правление клуба. В 1927 году стал чемпионом Эстонии в марафоне, дважды был бронзовым призёром — в 1921 году в беге на 1500 метров, в 1928 году в марафоне.
В 1924 году вошёл в состав сборной Эстонии на летних Олимпийских играх в Париже. В марафонском беге занял последнее, 30-е место с результатом 3 часа 40 минут 52,0 секунды, уступив 59 минут 29,4 секунды завоевавшему золото Альбину Стенроосу из Финляндии.
Работал в Тарту в страховой компании Oma, последствии был юристом. Учился на юридическом факультете Тартуского университета.
В 1944 году эмигрировал в Швецию. Работал архивным сотрудником и страховщиком компании Fylgia в течение 14 лет.
В 1962 году был почётным гостем торжеств в Стокгольме, посвящённых 50-летию Олимпиады.
Умер 21 апреля 1963 года в Стокгольме. Похоронен на стокгольмском кладбище Бромма.

## Личный рекорд
- Марафонский бег — 2:56.00 (1914)[5]